# Europapokal der Landesmeister (Handball) 1965/66
Dieser Artikel beschreibt den Europapokal der Landesmeister im Handball der Saison 1965/66.

## 1. Runde
|                      | Gesamt |                      | Hinspiel | Rückspiel |
| -------------------- | ------ | -------------------- | -------- | --------- |
| Honvéd Budapest      | 52:31  | VIF G.Dimitrov Sofia | 32:15    | 20:16     |
| Rapid Wien           | ??:??  | ROC Flémallois       | 16:10    | ??:??     |
| Operatie-55 Den Haag | ??:??  | FC Porto             | ??:??    | ??:??     |

HB Dudelange, SC DHfK Leipzig, RK Zagreb, SMUC Marseille, Frisch Auf Göppingen, Dukla Prag, FH Hafnarfjörður, IK Fredensborg Oslo, Redbergslids IK, WKS Śląsk Wrocław, KFUM Aarhus, Grasshoppers Zürich und Atlético Madrid hatten Freilose und zogen damit direkt in die zweite Runde ein.

## 2. Runde
|                      | Gesamt |                      | Hinspiel | Rückspiel |
| -------------------- | ------ | -------------------- | -------- | --------- |
| HB Dudelange         | 32:65  | SC DHfK Leipzig      | 23:38    | 09:27     |
| RK Zagreb            | 47:31  | SMUC Marseille       | 30:16    | 17:15     |
| Frisch Auf Göppingen | 17:32  | Dukla Prag           | 07:11    | 10:21     |
| FH Hafnarfjörður     | 35:28  | IK Fredensborg Oslo  | 19:15    | 16:13     |
| Redbergslids IK      | 41:35  | Operatie-55 Den Haag | 20:14    | 21:21     |
| WKS Śląsk Wrocław    | 38:41  | KFUM Aarhus          | 20:14    | 18:27     |
| Grasshoppers Zürich  | 35:23  | Rapid Wien           | 20:12    | 15:11     |
| Atlético Madrid      | 31:45  | Honvéd Budapest      | 16:17    | 15:28     |

## Viertelfinale
|                  | Gesamt |                     | Hinspiel | Rückspiel |
| ---------------- | ------ | ------------------- | -------- | --------- |
| RK Zagreb        | 29:35  | SC DHfK Leipzig     | 14:18    | 15:17     |
| FH Hafnarfjörður | 31:43  | Dukla Prag          | 15:20    | 16:23     |
| KFUM Aarhus      | 50:34  | Redbergslids IK     | 24:18    | 26:16     |
| Honvéd Budapest  | 44:28  | Grasshoppers Zürich | 22:15    | 22:13     |

## Halbfinale
|                 | Gesamt |             | Hinspiel | Rückspiel |
| --------------- | ------ | ----------- | -------- | --------- |
| SC DHfK Leipzig | 28:22  | Dukla Prag  | 15:10    | 13:12     |
| Honvéd Budapest | 41:37  | KFUM Aarhus | 25:12    | 16:25     |

## Finale
| 22 April 1966 22:40 Uhr TV: Eurovision | SC DHfK Leipzig | 16 : 14 | Honvéd Budapest | Stade Pierre de Coubertin, Paris Zuschauer: 4000 Schiedsrichter: Bertschinger |
| 22 April 1966 22:40 Uhr TV: Eurovision | (9 : 7)         |         |                 | Stade Pierre de Coubertin, Paris Zuschauer: 4000 Schiedsrichter: Bertschinger |
| 22 April 1966 22:40 Uhr TV: Eurovision | [ 3 ]           |         |                 | Stade Pierre de Coubertin, Paris Zuschauer: 4000 Schiedsrichter: Bertschinger |

Für Leipzig spielten unter Trainer Hans-Gert Stein Hans-Jürgen Eichhorn, Lothar Fährmann, Bodo Fischer, Klaus Franke, Otto Hölke, Erwin Kaldarasch, Klaus Langhoff, Wolf-Dietrich Neiling, Peter Randt, Rolf Schmitt, Paul Tiedemann und Hans-Dieter Wöhler.
Für Budapest spielten unter Trainer Rezső Dékán Gyula Széplaki, Péter Kadarabek, István Varga, András Fenyő, László Vitkai, László Kovács, Gyula Braunsteiner (Baranyai), János Adorján, Mocsar, Zoltán Juhász, László Badó, János Soós, Attila Tószegi, Árpád Páll und Róbert Rosenberszky.